# Diego Barbosa
Diego Armando Barbosa Zaragoza (sinh ngày 25 tháng 9 năm 1996) là một cầu thủ bóng đá người México hiện tại thi đấu cho Venados F.C..